# Sklené (Eslováquia)
Sklené é um município da Eslováquia, situado no distrito de Turčianske Teplice, na região de Žilina. Tem 40,5 km² de área e sua população em 2018 foi estimada em 714 habitantes.

## Demografia
| Ano:        | 1994 | 2004   | 2014   | 2024   |
| ----------- | ---- | ------ | ------ | ------ |
| Broj ljudi: | 874  | 788    | 738    | 666    |
| Razlika:    |      | -9,83% | -6,34% | -9,75% |

| Ano:               | 2023 | 2024   |
| ------------------ | ---- | ------ |
| Número de pessoas: | 674  | 666    |
| Diferença:         |      | -1,18% |